# Jonckheere
 (décembre 2011).
Si vous disposez d'ouvrages ou d'articles de référence ou si vous connaissez des sites web de qualité traitant du thème abordé ici, merci de compléter l'article en donnant les références utiles à sa vérifiabilité et en les liant à la section « Notes et références ».

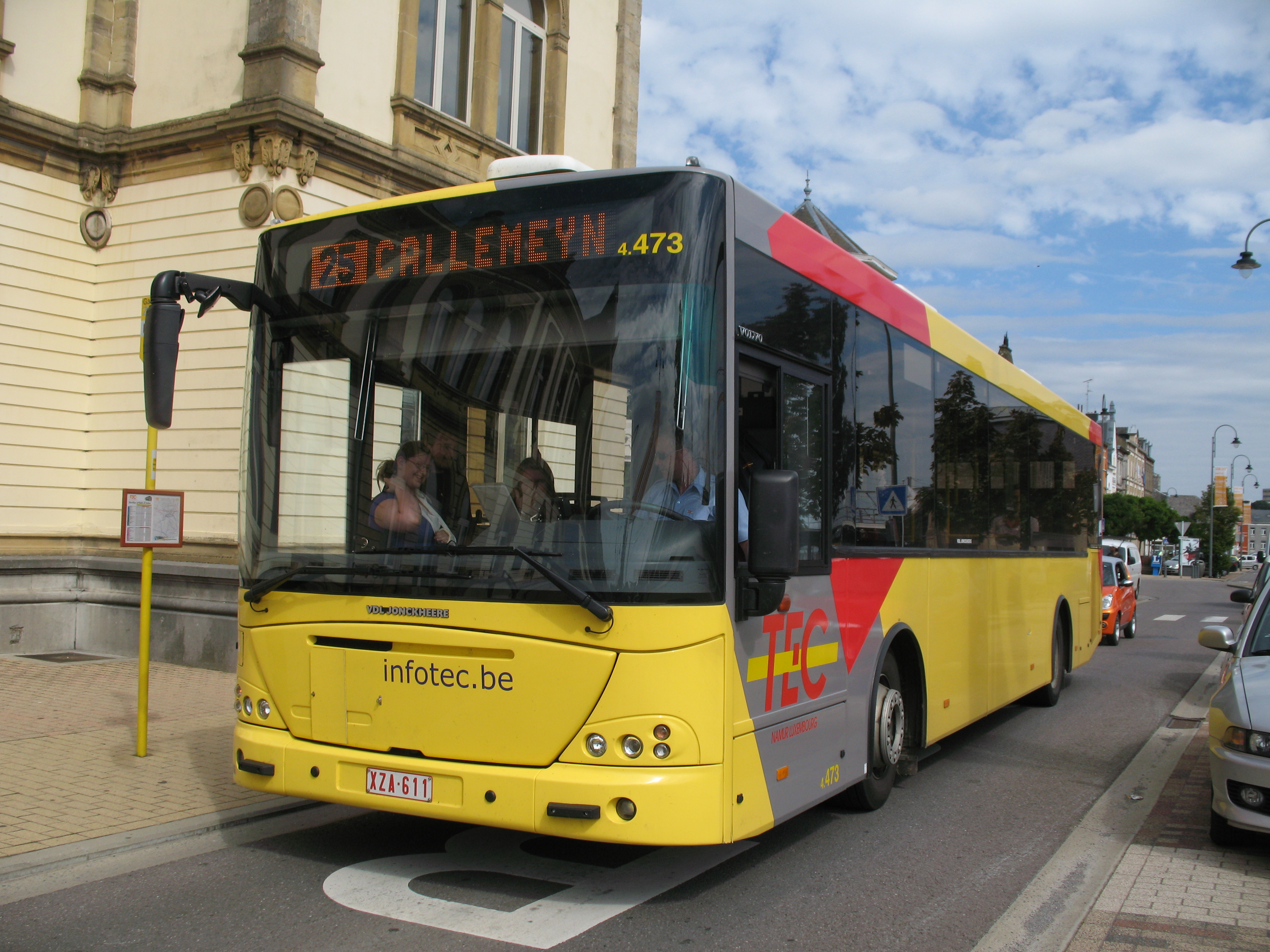
Un VDL Jonckheere Transit 2000 du TEC à Arlon

Jonckheere est un ancien constructeur belge d'autobus et d'autocars acheté par le groupe VDL.

## Modèles
L'autocar Jonckheere SH est disponible en trois longueurs - 12,2 m - 13,4 m et 14 m - sur châssis DAF ou Volvo.
L'autobus Transit 2000 est également adaptable à différents châssis. Jonckheere commercialise également la gamme de minibus ProCity.